# Sur la piste du Marsupilami
Pour plus de détails, voir Fiche technique et Distribution.
Sur la piste du Marsupilami est une comédie franco-belge écrite, produite et réalisée par Alain Chabat, sortie en 2012. Il s'agit d'une adaptation des aventures du Marsupilami, personnage fictif de bande dessinée créé par André Franquin en 1952.

## Synopsis
Dan Geraldo, journaliste sur le déclin, a une ultime chance de revenir au sommet de sa carrière. Il doit partir en Palombie pour faire un reportage sur le peuple Paya et son secret de longévité. Avec son guide Pablito Camaron, il découvrira la jungle palombienne mais aussi sa légende : le Marsupilami.

## Fiche technique
- Titre : Sur la piste du Marsupilami
- Réalisation : Alain Chabat
- Scénario : Alain Chabat et Jeremy Doner, d'après le personnage créé par André Franquin
- Musique : Bruno Coulais
- Direction artistique : Rafael Mandujano, Lionel Mathis et Alexis McKenzie Main
- Décors : Olivier Raoux
- Costumes : Olivier Bériot
- Photographie : Laurent Dailland
- Montage : Maryline Monthieux
- Production : Alain Chabat et Christine Rouxel
- Sociétés de production : Chez Wam[1],[2], Pathé (coproduction[2]), TF1 Films Production (coproduction[2])
- Société de distribution : Pathé Distribution
- Budget : 39 400 000 euros[3]
- Pays de production :  France,  Belgique
- Langue originale : français
- Format : couleur — 2,35:1 — Dolby SRD
- Genre : comédie, aventures
- Durée : 105 minutes
- Date de sortie : 
  - France, Belgique : 4 avril 2012[4]

## Distribution
- Jamel Debbouze : Pablito Camaron
- Alain Chabat : Dan Geraldo
- Fred Testot : Pr Hermoso
- Lambert Wilson : le général Pochero
- Géraldine Nakache : Pétunia
- Liya Kebede : Reine Paya
- Aïssa Maïga : Clarisse Iris
- The Great Khali : Bolo
- Patrick Timsit : Caporal
- Jacques Weber : Papa Dan
- Clément Manuel : l'un des assistants de Clarisse
- Justine Fraioli : femme de la publicité Loreins
- Christelle Cornil : caméraman de l'équipe de Dan Geraldo
- Jean-Louis Barcelona : ingénieur de l'équipe de Dan Geraldo
- Tatiana Seguin : l'une des danseuses Paya
- Chantal Lauby : voix du documentaire sur les castors
- Céline Dion : elle-même
- Marie-Charlotte Leclaire : voix de la marsupilamette

## Production

### Genèse et développement
Le titre du film était à l'origine Houba ! Le Marsupilami et l'Orchidée de Chicxulub.

### Tournage
Le tournage a démarré le 20 septembre 2010, en Belgique et au Mexique. Des scènes ont été tournées à Conflans-Sainte-Honorine  ainsi qu'au gouffre de Padirac.
Kiki, le perroquet du film, est aussi un personnage important. Alain Chabat a eu l'idée d'utiliser de vrais aras, deux presque identiques pour se permettre une doublure, qui sont nés et ont été élevés par les Géants du Ciel à Chauvigny, dans le département de la Vienne.

## Accueil

### Box-office
Le film démarre pour son premier jour en France à 251 265 entrées et termine à 5 303 803 entrées.
Le film connaît aussi une exploitation à l'étranger, avec 769 509 entrées au 1er octobre 2012. En particulier, le film sort en Chine le 17 juillet 2013, doublé en chinois. Finalement le film est un succès mitigé, il aura généré autant au box office (39 millions d'euros) qu'il aura couté à produire (39 millions d'euros), auxquels on peut ajouter la ventes des DVD et des droits télé. Le seuil de rentabilité fixé à 7 millions d'entrées est tout juste atteint.
| Pays                         | Box-office        | Date de sortie    | Source |
| Box-office France            | 5 304 366 entrées | 04/04/2012        | [ 14 ] |
| Box-office Russie            | 348 433 entrées   | 02/08/2012        | ,      |
| Box-office Belgique          | 260 605 entrées   | 04/04/2012        | [ 17 ] |
| Box-office Chine             | 226 373 entrées   | 17/07/2013        | [ 18 ] |
| Box-office Pologne           | 150 266 entrées   | 28/09/2012        | ,      |
| Box-office Suisse            | 119 627 entrées   | 04/04/2012        | [ 20 ] |
| Box-office Québec            | 59 032 entrées    | 10/08/2012        | [ 21 ] |
| Box-office Ukraine           | 34 360 entrées    | 02/08/2012        | [ 15 ] |
| Box-office Maroc             | 9 403 entrées     | 11/04/2012        | [ 22 ] |
| Box-office Hongrie           | 7 444 entrées     | 16/08/2012        | ,      |
| Box-office Italie            | 2 000 entrées     | 28/03/2013        | [ 24 ] |
| Box-office Portugal          | 1 379 entrées     | 04/04/2013        | [ 15 ] |
| Box-office Total Hors France | 1 218 922 entrées | (au 27 août 2013) |        |
| Box-office Total Monde       | 6 522 725 entrées | (au 27 août 2013) |        |
| Box-office Total USD         | 50 142 947 $      | (au 27 août 2013) |        |

## Distinction

### Récompense
- 2013 : Trophées du Film français : Trophée du film français

## Clins d'œil
Le personnage de Pablito possède une Balle de baseball dédicacée par un joueur nommé Andreo Franquino, clin d'œil à André Franquin le créateur du personnage. Par ailleurs, dans un vieux livre, on peut voir que le nom scientifique de l'animal est Marsupilami Franquini.
Le logo présent sur les uniformes militaires, représentant un oiseau, est une référence à l'album Le Dictateur et le Champignon (1956) de Spirou et Fantasio.
Vers la fin du film, une séquence de tension est présentée en split screen rappelle la série télévisée américaine 24 Heures chrono.
Alain Chabat dit, à un moment : « C'était pas ma guerre ». Une allusion à Rambo, ainsi que « Je suis une célébrité, sortez-moi de là ! », en référence à l'émission de télé-réalité éponyme.
Jamel Debbouze s'adresse à son lama en disant « Tu n'avances pas beaucoup, Ganja », en référence à une de ses répliques dans Astérix et Obélix : Mission Cléopâtre devenue culte : « Tu n'avances pas beaucoup, Cannabis ». De même, il demande à Alain Chabat de compter jusqu'à 8 000, une référence à une autre réplique du même film, dans lequel il disait « Il fait au moins... - 8000 ! »